# شمس (ممثلة)
صابرين نبيل العسكري (9 أبريل 1976 -)، ممثلة مصرية معروفة بأسمها الفني "شمس" .

## عن حياتها
ولدت الأسكندرية، درست بالمعهد العالي للسكرتارية وكان دخولها المجال الفني خلال الإعلانات التجارية بينما بدايتها خلال السينما والتلفزيون بعام 1995.

### حياتها الأسرية
تت خطبتها من لاعب كرة القدم مدحت عبد الهادي بعام 2006 وانفصلت عنه بعد 21 يوم من الخطوبة ، كما أن جدتها هي الشاعرة علية الجعار.

## من أعمالها

### أفلام
| - شارع محمد علي: 2017 - عمود فقري: 2016 - برد الشتا: 2015 - البرنسيسة: 2013 - ندى - علقة موت: 2009 - مجنون أميرة: 2009 - أحلام (خطيبة ابراهيم) - الفرح: 2009 - زيزى | - على جنب يا أسطى: 2008 - سهير - بوشكاش: 2008 - سيد الآس: 2008 - بالعربي سندريلا: 2006 - صافي - لخمة راس: 2006 - حمادة يلعب: 2005 - عين الطير: 2004 | - شبر ونص: 2004 - عودة مدرسة المشاغبين: 2002 - مذكرات مراهقة: 2001 - نانسي - الرجل الأبيض المتوسط: 2001 - جالا جالا: 2001 - داليا - اللبيس: 2001 | - الوردة الحمراء: 2000 - فيلم ثقافي: 2000 - الخادمة - ضيفة شرف - الأجندة الحمراء: 2000 - أبو خطوة: 1998 - حنحب ونقب: 1997 - ضربة جزاء: 1995 - رانيا بنت عماد سعد |

### مسلسلات
| - ولاد إمبابة : 2020 - طاقة القدر: 2017 - جواهر - حب لا يموت: 2015 - الدجال: 2014 - القاصرات: 2013 - الشك: 2013 - الزوجة الرابعة: 2012 - البحر والعطشانة: 2012 - المنتقم: 2012 - تانية - الأخوة أعداء: 2012 - شوشو - مكتوب على الجبين: 2011 | - سمارة: 2011 - زهرة وأزواجها الخمسة: 2010 - نوال - رحيل مع الشمس: 2010 - مشاعر في البورصة: 2009 - بشرى سارة: 2009 - سعدية - صبيان وبنات: 2009 - الباطنية: 2009 - ابنه إبراهيم العقاد / حمبدة - أولاد الحلال: 2009 - ياسين في مستشفي المجانين: 2009 | - دموع في حضن الجبل: 2008 - الفاضي يعمل إيه: 2008 - مسك الليل: 2008 - اللي اختشوا ماتو: 2006 - سوق الزلط: 2005 - أحلامنا الحلوة: 2005 - رياح الغدر: 2005 - ملك روحي: 2003 - ذنوب الأبرياء: 2003 | - آخر المشوار: 2003 - أين قلبي: 2002 - الرمال: 2002 - أوراق مصرية: (ج2) 2002 - سوق العصر: 2001 - أحلام - للعدالة وجوه كثيرة: 2001 - محاكمة الليالي: 2000 - البصمة: 2000 - أم العروسة: 1998 | - حب تحت الحراسة: 1998 - الحصيدة: 1997 - هوانم جاردن سيتي: (ج1) 1997 - غرام العالمة - حياة الجوهري: 1996 - ألف ليلة وليلة: علي بابا والأربعين حرامي}}: 1995 - دنيا زاد - حلم العمر - وهزمتنى امراة - قلبي ليس في جيبي - ديسكو يا هووه |

| - حوش بديعة: 2016 - العروض الأولى - الباشا في الفلاشة: 2016 - مطلوب غبي فورا: 2015 - رئيس جمهورية نفسه: 2013 - الليبرو: 2002 - بوبى جارد: 1998 - دستور يا أسيادنا: 1995 | - السيد الخادم - الست عيشه - اعقل يا عمدة - المخلوع - أبدا يعيش الحب | - حارة الأربعين: فيلم قصير |

## روابط خارجية
- شمس على موقع قاعدة بيانات الأفلام العربية